# Dorfkirche Cremzow

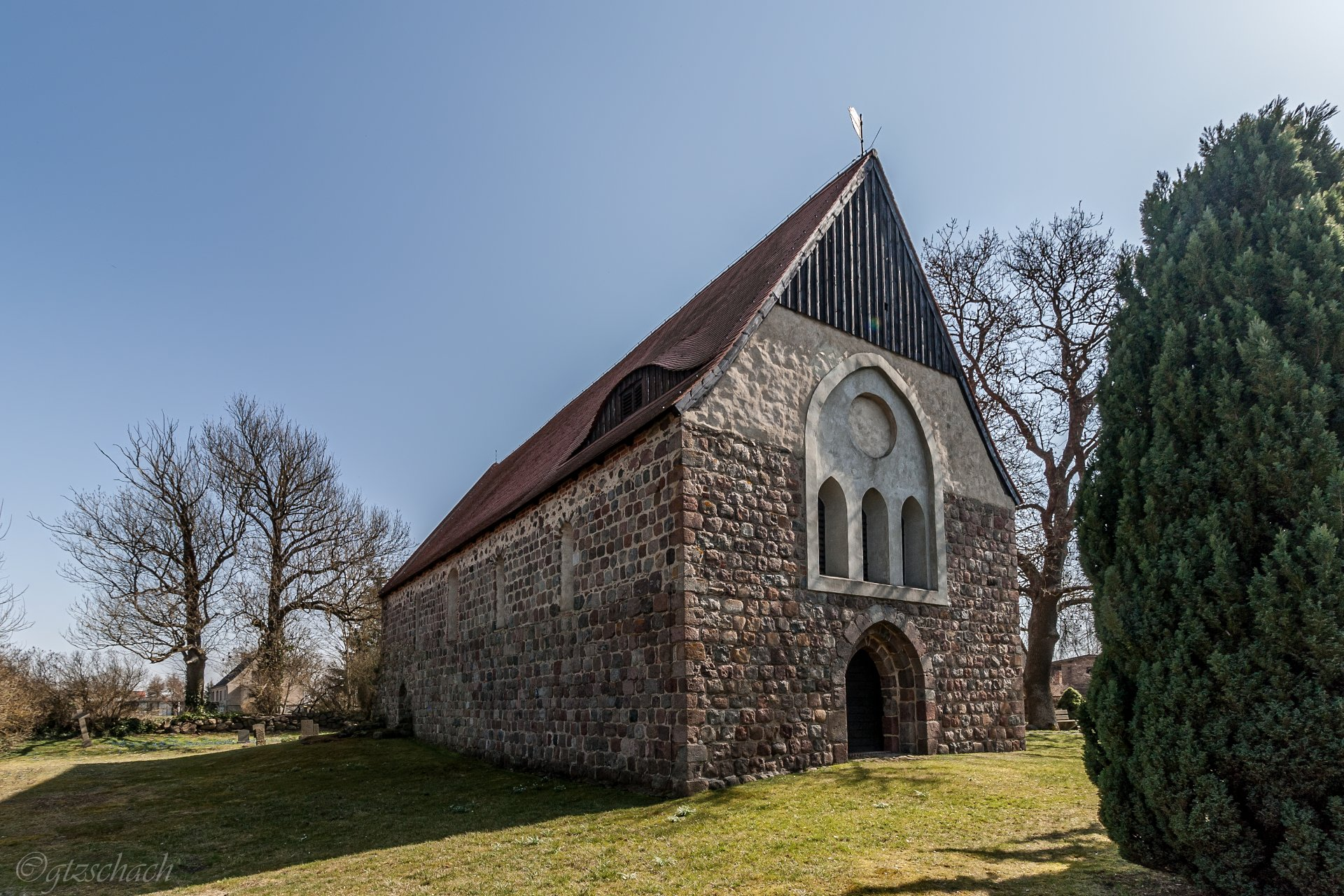
Dorfkirche Cremzow

Die evangelische, denkmalgeschützte Dorfkirche Cremzow steht in Cremzow, einem zum Ortsteil Carmzow gehörender Gemeindeteil der Gemeinde Carmzow-Wallmow im Landkreis Uckermark von Brandenburg. Die Kirche gehört zum Pfarrsprengel Schönfeld im Kirchenkreis Uckermark der Evangelischen Kirche Berlin-Brandenburg-schlesische Oberlausitz.

## Beschreibung
Die Saalkirche aus Feldsteinen wurde in der zweiten Hälfte des 13. Jahrhunderts erbaut. Sie besteht lediglich aus einem Langhaus, dessen Satteldach mit zwei Fledermausgauben verziert ist. In der zweifach gestuften Fassade im Westen befindet sich über dem Portal eine spitzbogige Blende mit drei Fenstern und einer darüber angeordneten runden Nische.
Der Innenraum ist mit einer Holzbalkendecke überspannt. In der Mitte des Altarretabels befindet sich ein Christusbild. 
Auf der Empore im Westen steht die Orgel; sie wurde 1873 von Barnim Grüneberg als Opus 147 gebaut und hat sechs Registern auf einem Manualwerk (C-f3: 
Principal 8', Gedackt 8', Salicional 8', Octave	4', Floete 4') und Pedal (C-d1: Subbass 16'). Das Instrument hat eine mechanische Schleiflade (Manual) und eine mechanische Kegellade (Pedal); es ist mit einer Pedalkoppel und einer Calcantenglocke ausgestattet.